# عبدالجواد فلاطوری
عبدالجواد فلاطوری (زاده ۲۹ دی ۱۳۰۴ – درگذشته ۱۰ دی ۱۳۷۵) پژوهشگر ایرانی حوزه فلسفه بود. وی بنیان‌گذار کتابخانه شیعی در دانشگاه کلن آلمان و نیز آکادمی علوم اسلامی در این کشور است. او از نوادگان ملااسماعیل خواجویی مازندرانی بود.

## زندگی
در سال ۱۳۰۴ در اصفهان به دنیا آمد. تحصیلات دبستان و دبیرستان را نزد حاج آقا رحیم ارباب چرمهینی در این شهر به پایان رسانید و سپس برای تحصیل علوم دینی راهی حوزه علمیه مشهد شد و از محضر میرزا هاشم قزوینی و میرزا محمدتقی ادیب نیشابوری و شیخ محمدرضا کلباسی اشتری و شیخ هادی کدکنی بهره برد. عبدالجواد فلاطوری پس از آن به تهران رفت و به ادامه تحصیل علوم دینی نزد محمد تقی آملی و میرزا مهدی آشتیانی و میرزا محمد علی شاه آبادی پرداخت.
وی تحصیل علوم اسلامی را در مشهد به پایان رسانید و متناسب سیستم تحصیلی اسلامی از ۱۳۲۲ به تدریس مشغول گردید. از سال‌های ۱۳۳۰ تا ۱۳۳۳ در دانشگاه تهران تحصیل کرد. در ۱۳۳۳ رشته فلسفه و الهیات را با کار ترجمه کتاب المشاعر ملاصدرا و با درجه لیسانس فلسفه به پایان برد. این رساله به عنوان بهترین اثر سال نائل به درجه عالی علمی شد.
در مهرماه ۱۳۳۳ (اکتبر ۱۹۵۴) به آلمان رفت و در دانشکده فلسفه تحصیلاتش را ادامه داد. تحصیلات وی در ماینس در تِرم زمستانی ۵۵–۱۹۵۴ تا ترم زمستانی ۵۶–۱۹۵۵ ادامه یافت. از ترم تابستانی ۱۹۵۴ تا ترم تابستانی ۱۹۵۷ وی در دانشگاه کلن به تدریس پرداخت و در اوت ۱۹۶۰ در کلن به اخذ مدرک در امتحان بزرگ لایتن نائل گردید.
از آغاز ترم زمستانی ۶۱–۱۹۶۰ در دانشگاه هامبورگ به عنوان استادیار مشغول گردید و به آموزش زبان فارسی و ادبیات فارسی مبادرت کرد.
در سال ۱۹۶۲ در رشته فلسفه با نگارش پایان‌نامه‌ای با عنوان تفسیر اخلاق کانت در پرتو احترام با پیوست مقدمه‌ای در تحصیل لغت‌نامه عمومی کانت دکتری خود را دریافت کرد. فعالیت‌های آموزشی خود را در دانشگاه هامبورگ ادامه داد تا این که از آغاز سال ۱۹۶۵ به دانشگاه کلن رفت.

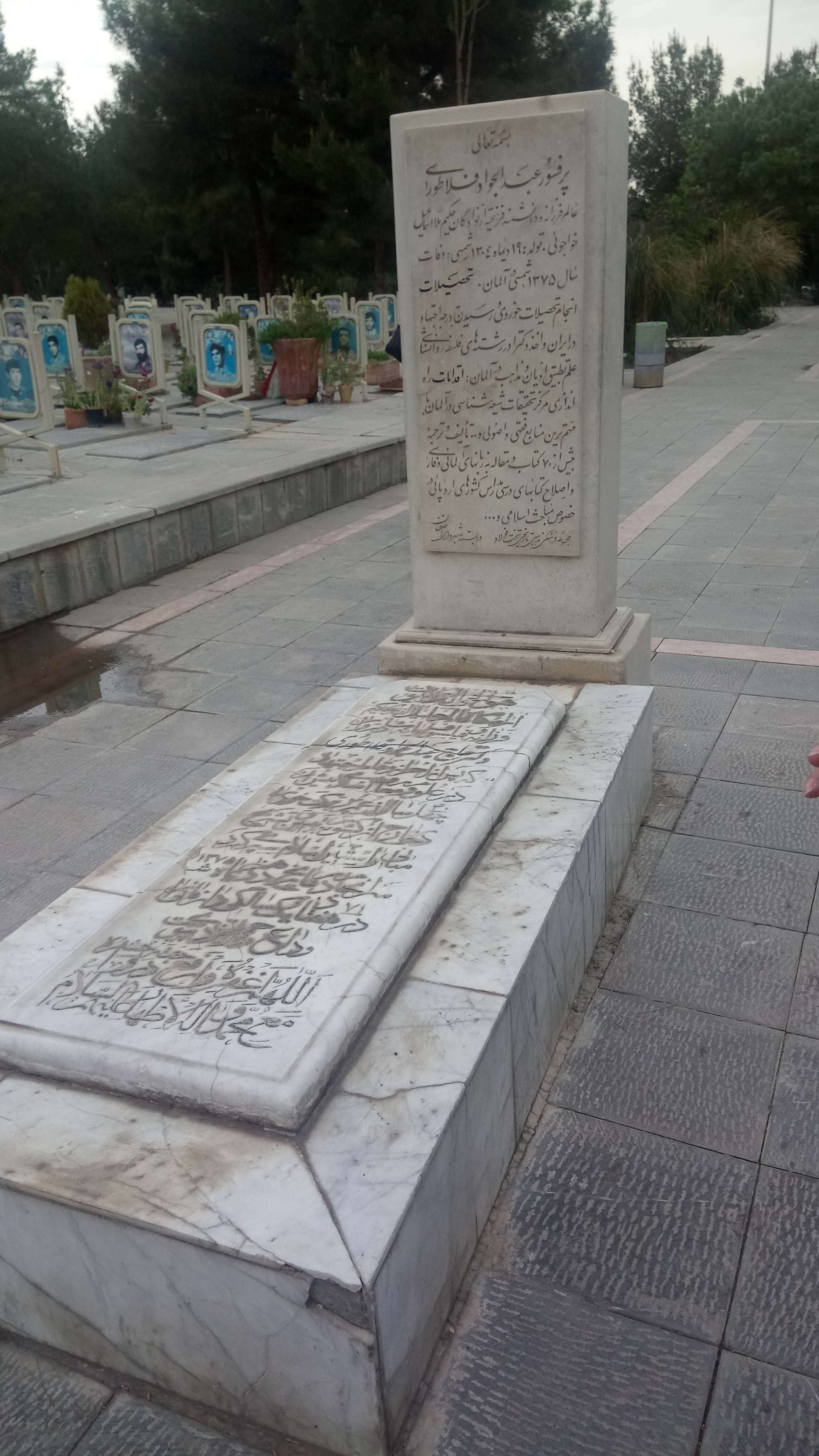
قبر فلاطوری در تخت فولادِ اصفهان

از سال ۱۹۶۸ کتابخانه‌ای برای تحقیق شیعه در شهر کلن تأسیس نمود، که در اروپا در نوع خود نمونه است و از شهرت بین‌المللی بهره‌مند است. در سال‌های ۷۲–۱۹۷۱ ترجمه فارسی وی از کار ب. اشپولر با عنوان ایران در زمان پیش از اسلام به عنوان بهترین ترجمه سال انتخاب گردید.
در سال ۱۹۷۳ در دانشکده فلسفه دانشگاه کلن (رشته اسلام‌شناسی) پیرامون موضوع تغییر جریان فلسفه یونانی از طریق تفکرات اسلامی تحقیق کرد. در تاریخ ۲۴/۱۰/۱۹۷۴ به عنوان «پروفسور» لقب یافت.
وی در نوزدهمین کنگره خاورشناسان آلمانی در فرایبورگ برنامه‌ای را برای تحقیق شیعه ارائه داد که اساس آن بررسی تفکرات شرق (به صورتی که در مورد قبول علمای مغرب‌زمین باشد) بود. بعد از این سخنرانی تقاضای دانشگاه توبینگن برای «تهیه و تکمیل اطلس مذهبی» و از طرف دانشگاه بُن «برای طرح اقلیت‌های اسلامی» واصل گردید.
در اصفهان خیابانی به نام فلاطوری نام‌گذاری شده است.

## آثار
- دگرگونی بنیادی فلسفه یونان در برخورد با شیوه اندیشه اسلامی، رساله فوق دکتری فلاطوری در دانشگاه کلن، سید محمدباقر تلغری‌زاده (مترجم)، ناشر: مؤسسه حکمت و فلسفه، ۱۳۹۵[۳]
- تعلیقه بر شرح منظومه حکمت سبزواری، مهدی مدرس آشتیانی، عبدالجواد فلاطوری (به اهتمام)، مهدی محقق (به اهتمام)، ناشر: زهیر
- تاریخ ایران در قرون نخستین اسلامی، برتولد اشپولر، جواد فلاطوری (مترجم)، مریم میراحمدی (مترجم)، ناشر: علمی و فرهنگی

### ترجمه
- تاریخ ایران در قرون نخستین اسلامی (۲جلدی) تألیف برتولد اشپولر و ترجمه جواد فلاطوری و مریم میراحمدی

## برای مطالعهٔ بیشتر
- فلاطوری، چند مقاله دربارهٔ مقامات علمی، و مجاهدات فرهنگی، و خدمات اسلامی او، محمد حکیمی، عباس رفیعی پورعلویجه، ناشر: دلیل ما - ۱۳۸۳
- گفتگوی ادیان: مجموعه مقالات کنگره بزرگداشت پروفسور عبدالجواد فلاطوری، مهدی محقق (زیرنظر)، محمد نوری (گردآورنده)، مرتضی حاج حسینی (گردآورنده)، ناشر: انجمن آثار و مفاخر فرهنگی